# Tam Tam
Pour les articles homonymes, voir Tam-Tam.
Tam Tam est un modèle de tabouret en matière plastique créé en 1968 par le designer français Henry Massonnet, également concepteur de la chaise Monobloc.

## Présentation
Se présentant sous la forme d'un tam-tam rappelant celle d'un sablier, il se compose de trois parties, deux éléments coniques creux identiques s'emboîtant l'un dans l'autre, et d'un couvercle très légèrement convexe qui ferme l'extrémité supérieure et sert d'assise.
Fabriqué par la société Stamp fondée en 1948 par Henry Massonnet à Nurieux-Volognat dans l'Ain, et vendu à l'époque de sa création au prix de dix francs, ce tabouret a été commercialisé à douze millions d'exemplaires en dix ans, ce qui en fait une icône de l'ameublement français du dernier tiers du XXe siècle.
L'objet était initialement destiné aux pêcheurs. Une photographie le mettant en scène auprès de Brigitte Bardot, parue dans Ici Paris, contribua à le populariser.
Le tabouret Tam Tam a notamment été exposé au Museum of Modern Art de New York. Son inventeur est inhumé dans son village de l'Ain sous un monument décoré d'une réplique de sa création.